# Henriëtte de Swart
Henriëtte Elisabeth de Swart (Doetinchem, 15 de mayo de 1961) es una lingüista neerlandesa.

## Educación y carrera
Se doctoró en la Universidad de Groninga en 1991. Posteriormente, se desempeñó como investigadora en la Universidad de Groninga y, más tarde, como profesora asistente en la Universidad Stanford. Actualmente es profesora de lingüística francesa y semántica en Universidad de Utrecht.
Su investigación se centra en la variación translingüística del significado, particularmente en relación con el tiempo y el aspecto, la negación, los sintagmas nominales escuetos y los sintagmas nominales indefinidos. También se ha interesado por el papel de la semántica en la evolución del lenguaje y participó en el desarrollo de la teoría de la optimidad bidireccional.

## Reconocimientos
Ha sido directora de la Escuela de Graduados en Lingüística de los Países Bajos (LOT) y del Instituto de Lingüística de Utrecht (OTS). En 2013, se incorporó como miembro de la Real Academia de las Artes y las Ciencias de los Países Bajos (KNAW).
Actualmente, es editora asociada de la revista Natural Language and Linguistic Theory. También es miembro del consejo de redacción de las revistas Linguistics and Philosophy, Semantics and Pragmatics, Language and Linguistic Compass, Travaux de Linguistique, y Catalan Journal of Linguistics.

## Publicaciones selectas
- de Swart, H.E. 2013. Indefiniteness. En M. Aronoff (Eds.), Oxford Bibliographies in Linguistics (pp. 1–26) New York: Oxford University Press.
- Le Bruyn, B.S.W., Que, M. & de Swart, H.E. (2012). The scope of bare nominals. En A. Mari (Eds.), Genericity (pp. 116–139) (24 p.). Oxford University Press.
- de Swart, H.E. 2012. Verbal aspect across languages. En Robert Binnick (Eds.), The Oxford Handbook of Tense and Aspect (pp. 752–780) (28 p.). Oxford: Oxford University Press.
- Hendriks, P., de Hoop, H., Kraemer, I., de Swart, H.E. & Zwarts, J. 2010. Conflicts in Interpretation. (192 p.). London: Equinox Publishing.
- de Swart, Henriëtte and J Zwarts. 2009  “Less form–more meaning: Why bare singular nouns are special,” Lingua.
- Farkas, Donka.  Henriëtte de Swart. 2007. The semantics of incorporation: from argument structure to discourse transparency
- de Swart, Henriëtte and Ivan A. Sag. 2002, “Negation And Negative Concord In Romance," Linguistics and Philosophy. 25(4): 373–417.
- de Swart, Henriëtte. 1998. “Aspect shift and coercion,“ Natural Language & Linguistic Theory.
- de Swart, Henriëtte. 1998. Introduction to natural language semantics. CSLI publications.